# Discorbinellidae
Discorbinellidae es una familia de foraminíferos bentónicos de la superfamilia Discorbinelloidea, del suborden Rotaliina y del orden Rotaliida. Su rango cronoestratigráfico abarca desde el Eoceno superior hasta la Actualidad.

## Clasificación
Discorbinellidae incluye a las siguientes subfamilias y géneros:
- Subfamilia Discorbinellinae
  - Biapertorbis †
  - Carlfranklinoides
  - Colonimilesia
  - Discorbinella
  - Discorbitina
  - Discorbitura †
  - Earlmyersia
  - Laticarinina
  - Milesina
- Subfamilia Torresininae
  - Torresina

Otros géneros considerados en Discorbinellidae son:
- Carinina de la subfamilia Discorbinellinae, aceptado como Laticarinina
- Discopulvinulina de la subfamilia Discorbinellinae, aceptado como Discorbinella
- Discorbinellopsis de la subfamilia Discorbinellinae, aceptado como Discorbinella
- Discorbinoidella de la subfamilia Discorbinellinae, aceptado como Discorbinella
- Krebsia de la subfamilia Discorbinellinae, sustituido por Krebsina
- Neoplanodiscorbis de la subfamilia Discorbinellinae, aceptado como Discorbinella
- Mesocarinina de la subfamilia Discorbinellinae, aceptado como Laticarinina
- Metacarinina de la subfamilia Discorbinellinae, aceptado como Laticarinina
- Mccullochella de la subfamilia Discorbinellinae, considerado sinónimo posterior de Milesia
- Milesia de la subfamilia Discorbinellinae, sustituido por Milesina
- Mccullochia de la subfamilia Discorbinellinae, sustituido por Krebsina
- Parvicarinina de la subfamilia Discorbinellinae, aceptado como Laticarinina